# Triunfo de San Rafael (Puerta del Puente)
El Triunfo de San Rafael de la Puerta del Puente es uno de los muchos triunfos existentes en la ciudad de Córdoba (España) dedicados al arcángel San Rafael, ángel custodio de la ciudad. Está situado en la plaza del Triunfo del barrio de la Catedral, dentro del centro histórico que fue declarado Patrimonio de la Humanidad por la Unesco en 1994, y muy cerca de la Mezquita-Catedral, del puente romano y de la Puerta del Puente.

## Historia

El triunfo en el.

El cabildo encargó de su construcción a sus diputados Juan Antonio del Rosal, arcediano de Castro, y al racionero Diego Manrique de Aguayo, quienes el 20 de mayo de 1736 escribieron a Juan de Escalera y Mellado, residente en Roma, para que encargase el diseño a uno de los mejores arquitectos que hubiese allí. Recibido poco después el proyecto, fue desechado por no ser del agrado del cabildo. Se encargó otro a Domingo Esgroijs, pintor de cámara, y Simón Martínez, escultor al servicio del rey de Cerdeña, quienes diseñaron un nuevo monumento que fue aprobado por el cabildo el 26 de marzo de 1738 y ordenó el inicio de la construcción, pero la muerte de los diputados elegidos para este fin hizo que todo quedase en la excavación de los cimientos.
En 1756 llegó al obispado de Córdoba Martín de Barcia, que con el tiempo cobró gran devoción a San Rafael, por lo que el 23 de febrero de 1765 hizo saber al cabildo su intención de emprender de nuevo la construcción del monumento, comenzando los trabajos el 28 de abril del mismo año.
Se eligió para edificar el monumento el lugar donde en el siglo XIII se hallaba un hospital edificado por el obispo Pascual. En la excavación de los cimientos se encontró la tapa del sepulcro de dicho obispo, con la inscripción "Don Pascual, Obispo de Córdoba", por lo que se buscó la urna cineraria, que estaba sirviendo de fuente en el convento de San Agustín, para colocar ambas en la base del monumento.
Como director de la obra se nombró al francés Miguel Verdiguier que realizó ligeras modificaciones sobre el proyecto original.
El 22 de junio de 1771, cuando sólo quedaban por colocar algunos adornos e inscripciones, falleció el obispo Martín de Barcia y con su muerte se suspendieron los trabajos, no reanudándose hasta que el 29 de junio de 1779 se liberaron 6.000 pesos para la terminación del monumento, lo que sucedió en 1781.

## Descripción
El conjunto escultórico, con una altura superior a los veintisiete metros, se compone de una base de mármol negro sobre la que se erige un monte del mismo material simulando varias breñas y horadado en su centro. En su cumbre se eleva una torre o castillo de jaspe encarnado, adornado con almenas y cercos de puerta y ventanas de jaspe blanco que, a su vez, sirve de base a una columna de mármol veteado de diversos colores sobre la que se sitúa un capitel y la estatua del arcángel. Tanto en la base como la montaña hay algunos adornos y atributos, y en esta última, tres estatuas de mármol blanco que representan a los mártires patronos de Córdoba, San Acisclo y Santa Victoria, y a Santa Bárbara.

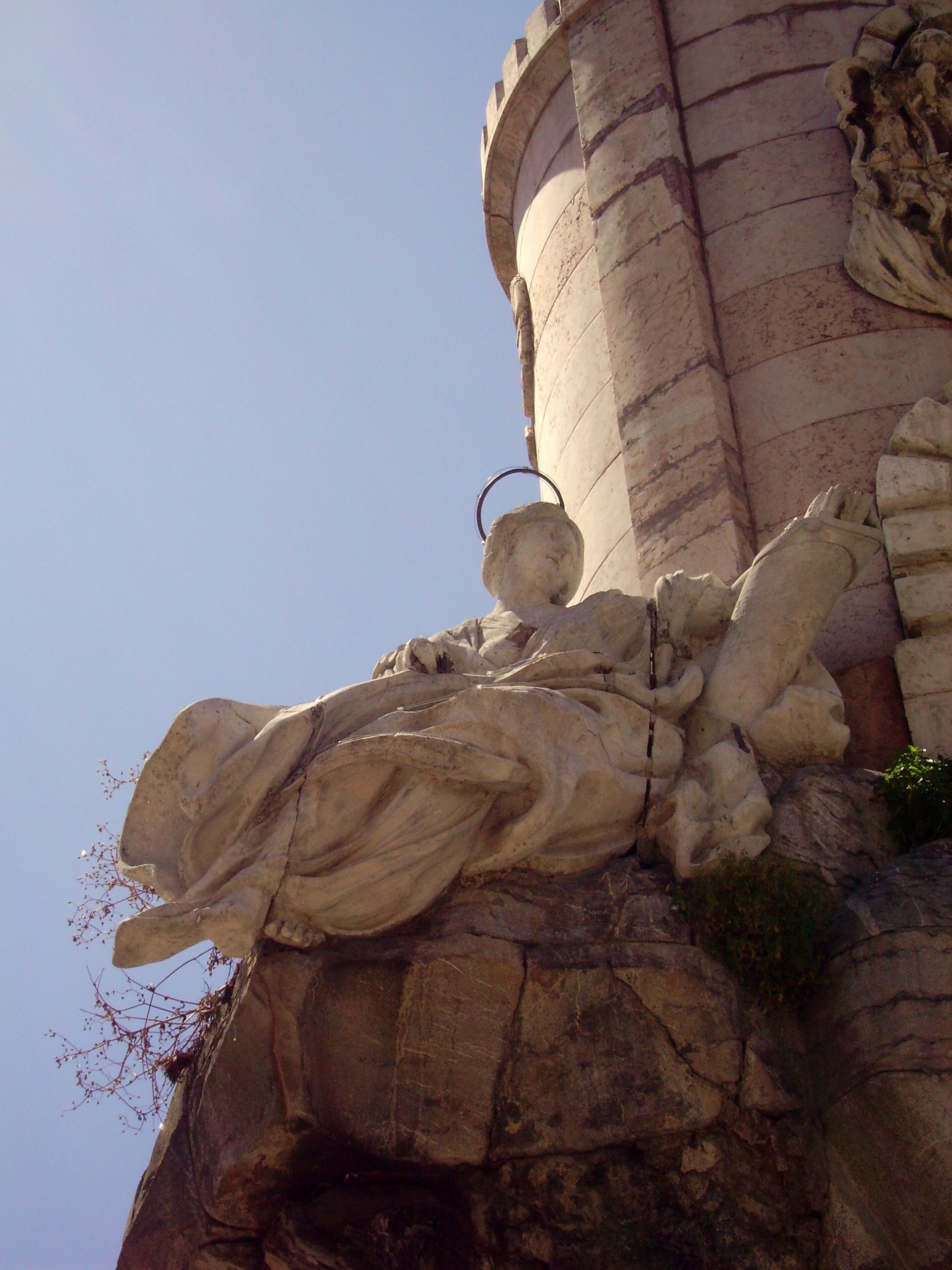
Santa Victoria.
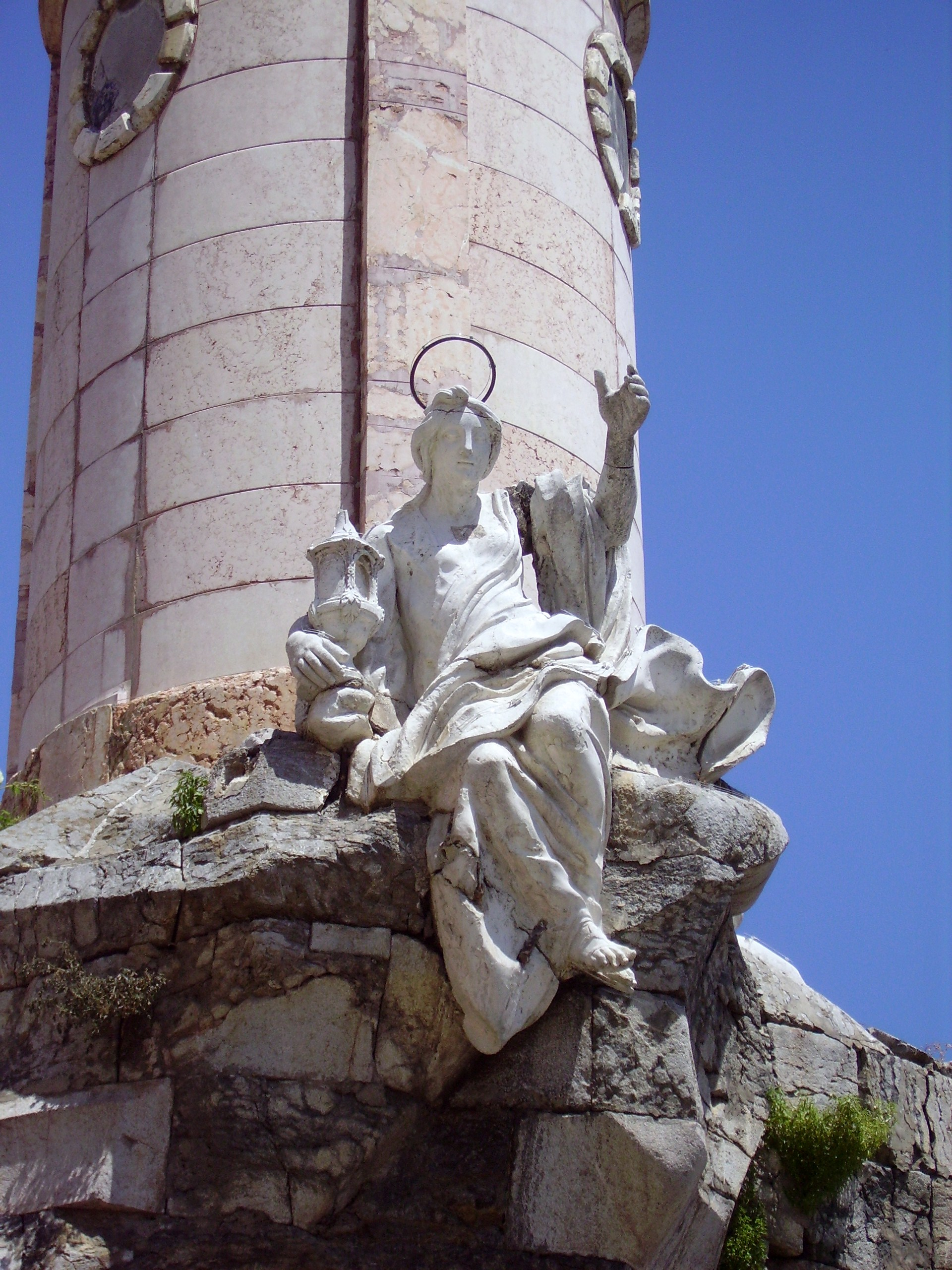
Santa Bárbara.
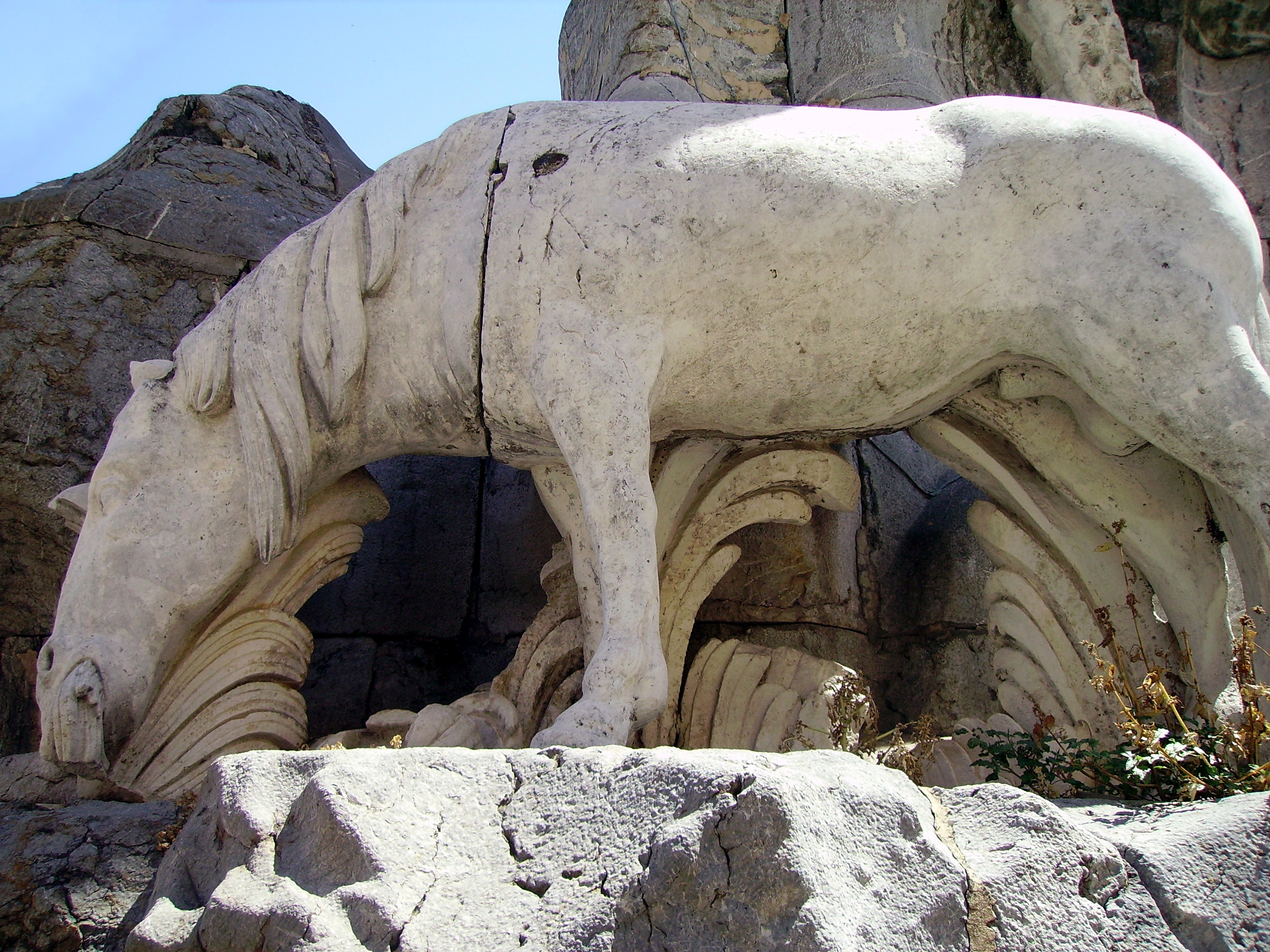
Caballo.

Al pie de la montaña, mirando hacia la calle Torrijos, un león de piedra blanca con un escudo en el que se lee: D.O.M. / EN / MEDICINA DEI / FUGITE PARTES ADVERSAE. / VICIT / LEO DE TRIBU JUDA. Pueden verse además representados, un caballo a tamaño natural, una pieza de artillería, el sepulcro del obispo Pascual, un águila y numerosas plantas.
Sobre las rocas hay un águila que sostiene en su pico una cartela en la que se haya inscrita la siguiente frase: «Yo te juro por Christo Crucificado que soy Rafael Angel a quien Dios tiene puesto por guarda de esta ciudad.»

### Inscripciones de la verja

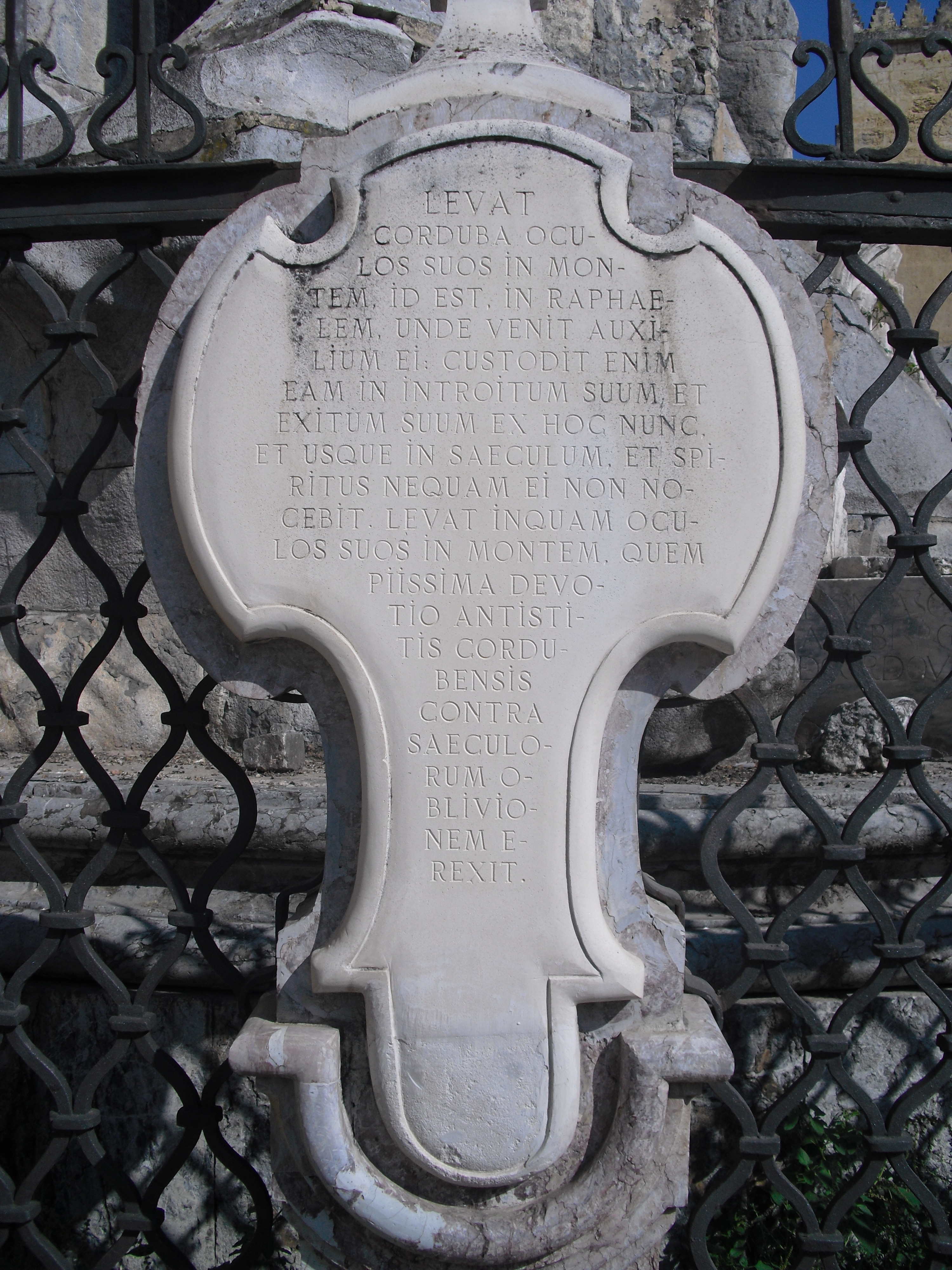
Una de las inscripciones de la verja.

En la verja que rodea al triunfo pueden observarse diez inscripciones en latín:

Corduba, patritia olim et regia cognominata, in leonis fortitudine, ac inexpugnabili castello tesseram ducens, postassyriorum regni eversionem custodia Raphaelis munita, acceptum a D. O. M. piissimum donum hoc publico, mirabili, et augusto monumento, in aeternum gratitudinis suae erga Deum pignus, ejus antistitis impensa mirifice erecto futuris generationibus devote commendat.

Post tot tantasque victorias super omnes Baeticae civitates Corduba Metropolis eminet, fereque omnium nationum Hispaniam dominantium primaria Sedes ac curia. Palmam ergo jure meritoque obtinenti in Raphaelis custodia, tamquam suae gloriae fontali origine, dignatasEpiscopalis cordubensis ex toto opitulans, opus hoc magnitudine et majestate alteri impar, grato animo in posterum admirandum reliquit

Numquam a catholica fide Corduba discessit, et in Petri Petra firmiter fúndata, Romanae Ecclesiae semper adhaesit: arii labe gotorum regibus contaminatis numquam paruit: sarracenorum tyrannica potestate opresa, fidem servavit in crepidine satis robusta firmitatem exprimens. Antistes cordubensis suis magnificentissimis expensis Raphaeli custodi suo hanc memoriam dicavit.

Super epistylium praeeminentis hujus scapi marmoream Raphaelis custodis cordubensis statuam in Baetis ripa, a quo provinciae nomen et fama, equorum nobilitate, frumenti, olei, vini, olerumque fecunditate satis notae equo, frugibus, et arboribus lapideis ad radices ejus excultis significatae, dignitas Episcopalis cordubensis suis magnificentissimis sumtibus elevaricuravit, ut Corduba antiquissimum provinciae caput de tanto custode gloriam et honoremposteritati commendet.

In Baetis ripa lapidea Raphaelis imago mirifice erecta et exaltala est a D. D. Martino de Barcia, Episcopo cordubensi, in tanti custodis obsequium in loco ubi antiquitus coemeterium pro in Baeti suffacatis sepeliendis exstitit. Mira sane Providentia, ut qui Tobiam a devoratione piscis ad ripam Tigris liberavit, cordubenses ab instantibus et devorantibus malis liberet.

Episcopus cordubensis sicut aquila provocans ad volandum pullos suos, expandit alas suae devotionis, et ad custodis Raphaelis cultum cordubenses provocat: custodiam enim a gentibus, in similitudinem aquilae de longe venientibus, Cordubae mutuatam mirifice exaltare vult, et futuris generationibus memoriam reliquit.

Ut in die ultionis Domini misericordiam a Deo Corduba consequatur per manus sui piissimi custodis Raphaelis, antistes cordubensis tamquam bonus Pastor, homo sine querela properans deprecari pro populo, proferens servitutis suae scutum, orationem, et per incensum deprecationem allegans resistit irae, et finem imponit necessitati, ostendens, quoniam suus est famulus.

Super muros tuos, o Corduba, Episcopus cordubensis constituit custodem tuum Raphaelem, qui tota die ac nocte non tacet: et venient etiam in auxilium tibi speculatores murorum tuorum, Ascisclus scilicet et Victoria in protectionem tuam constituti, simulque Barbara, quam magna devotione Pastor tuus fuit prosecutus. Audi ergo voces eorum, et erit tibi secura protectio.

Levat Corduba oculos suos in montem, id est, in Raphaelem, unde venit auxilium ei: custodit enim eam in introitum suum et exitum suum ex hoc nunc, et usque in saeculum, et spiritus nequam ei non nocebit. Levat inquam oculossuos in montem, quem piissima devotio antistitiscordubensis contra saeculorum oblivionem erexit.

Archangelo Raphaeli coelesti medico, viantium fideli comiti, divinae misericordiae piissimo ministro, qui cordubensem custodiam sibi a Deo traditam juramento attestatus est, sanctorum cordubensium cultum et erga forum ossa piam devotionem commendavit. In tanti protectoris obsequium praefatus Episcopus cordubensis hanc marmoream statuam in ostio civitatis et in conspectu omnium populorum munificentiori manu elevari iussit.